# Клейнвехтер, Людвиг
Людвиг Клейнвехтер (нем. Ludwig Kleinwächter; 1839—1906) — австрийский врач-гинеколог.

## Биография
Учился в Праге, где в 1863 году получил степень доктора медицины. В 1863—1868 годах служил младшим врачом в общей больнице, в 1868—1871 годах был ассистентом Акушерской клиники. В 1871 году приват-доцент, в 1875 году — экстраординарный профессор в Праге, в 1878 году — ординарный профессор в Инсбруке, откуда был вынужден уйти в 1891 году из-за претензий духовенства и переселился в Черновице.